# Терентьев, Александр Олегович
Алекса́ндр Оле́гович Тере́нтьев (род. 14 марта 1973 года) — российский химик-технолог, специалист в области органической, технической и агрохимии. Академик РАН (2025; член-корреспондент 2016). Директор Института органической химии им. Н. Д. Зелинского РАН (ИОХ РАН).

## Образование, карьера
Родился в 1973 году.
В 1996 году окончил Российский химико-технологический университет имени Д. И. Менделеева (РХТУ), кафедра химии и технологии органического синтеза.
С момента окончания вуза работает в Институте органической химии имени Н. Д. Зелинского РАН, гор. Москва.
Доктор химических наук (2009 г., тема диссертации: «Синтез и превращения органических пероксидов. Реакции с использованием пероксида водорода»).
Заведует лабораторией исследования гомолитических реакций в ИОХ.
С 2012 года также преподаёт в РХТУ, где занимает должность профессора.
В феврале 2016 года А. О. Терентьеву было присвоено почётное учёное звание профессора РАН, а в октябре того же года он избран членом-корреспондентом РАН по Отделению химии и наук о материалах. В мае 2025 года избран академиком РАН по этому отделению.
С 1 ноября 2023 г. исполнял обязанности директора Института органической химии им. Н. Д. Зелинского РАН, с 19 апреля 2024 г. избран на должность.

## Научная деятельность
А. О. Терентьев — специалист в области органической и технической химии. Автор свыше 350 научных работ, из них 270 публикаций в отечественных и зарубежных научных журналах и 35 патентов. Публикации суммарно процитированы свыше 5300 раз, индекс Хирша равен 40 (по данным Web of  Science на 2024 год).
Основные научные достижения:
- предложено направление по новым атом-экономичным реакциям окислительного сочетания с образованием С-О, C-C, C-S и C-N связей. Важной полезной их особенностью является минимизация отходов: как правило, новая молекула образуется из двух предшественников с элиминированием атомов водорода, то есть практически без потери массы. Экологичными “реагентами” в открытых процессах окислительного сочетания являются электрический ток и видимый свет. Доступные базовые молекулы: O2, H2O2 и t-BuOOH, также оказались эффективны в реакциях сочетания. Органический электросинтез удалось осуществить с использованием бездиафрагменных электролизеров при неконтролируемом потенциале, что позволяет достигать больших плотностей тока на электродах ≈ 50-200 мА/см2;
- создан принципиально новый подход к реакциям с образованием С–O связи без формирования отходов, основанный на окислительном сочетании, при котором один из реагентов - циклический пероксид - является одновременно и окислителем, и присоединяющимся реагентом;
- открыто направление в химии пероксидов – электрохимическая генерация пероксильных радикалов с последующим пероксидированием органических соединений в неразделенной электрохимической ячейке;
- сформировано новое направление в химии C-, Si-, и Ge-органических пероксидов, разработаны методы получения, исследованы превращения моно-, ди-, три-, и тетрапероксидов (линейных и циклических), синтезировано более 1000 соединений этого класса. Созданное направление изменило существовавшее ранее представление о пероксидах, как о малостабильных соединениях. Цикл работ позволил понять, что синтетические органические пероксиды могут быть использованы в качестве стабильных биологически активных веществ для широкого применения в медицине и агрохимии;
- предложены методы применения пероксида водорода в органическом синтезе в качестве структурного реагента, а также в процессах хлорирования и бромирования, без использования элементных хлора и брома;
- открыто направление по синтезу озонидов на основе реакции пероксида водорода с карбонильными соединениями – без использования дорогостоящего и токсичного озона;
- впервые, более чем за 100 лет после обнаружения реакции Байера–Виллигера, удалось выделить стабильные интермедиаты и экспериментально доказать её механизм;
- создано направление по синтезу устойчивых циклических аминопероксидов, удивительных соединений, содержащих в одной молекуле окислитель – пероксидный фрагмент и фрагмент, склонный к окислению – азот-содержащий фрагмент. Аминопероксиды получены с использованием аммиака, солей аммония и пероксида водорода;
- обнаружен нетривиальный процесс озонолиза соединений с фрагментом C=N с образованием только одного интермедиата Криге. В результате удалось получить труднодоступные несимметричные геминальные пероксиды и алкоксипероксиды;
- установлено, что соединения с двумя гидропероксидными группами у одного атома углерода – геминальные бисгидропероксиды[9] – являются стабильными веществами. Предложен технологичный метод их получения с выходом на инициаторы полимеризации, применяемые в производстве;
- на основе предложенных методов пероксидирования предложены технологии получения важных инициаторов радикальной полимеризации и вулканизации;
- на основе новой реакции окисления циклоалканонов предложен практичный способ получения дикарбоновых кислот – мономеров для производства полимерных композиций;
- в рамках проекта по направлению «Безопасность и противодействие терроризму» осуществлен синтез пероксидных структур с рекордно высокими температурами плавления (100-250 °С).  Найдены синтетически доступные пероксиды, высокоактивные по отношению к малярийному плазмодию и шистосомам (гельминтам), высокоцитотоксичные по отношению к клеткам рака простаты и шейки матки и печени (аналогичны препарату «Цисплатин»);
- разработан экономичный синтез промышленно производимого макроциклического душистого лактона «Экзальтолид»;
- разработан эффективный электрохимический способ окисления пантолактона в кетопантолактон, применяемый в синтезе пантотеновой кислоты (витамина В5);
- достижением в области агрохимии является открытие органических пероксидов как принципиально новых фунгицидов, с которыми “не знакомы” фитопатогены;
- получены циклические пероксиды, тиоцианаты и нитросоединения с высокой фунгицидной активностью для обработки посевного материала пшеницы и гороха с целью повышения урожайности. Многолетние полевые испытания циклических органических пероксидов показали их эффективность и безопасность. Особенностью полученных веществ с фунгицидной активностью является их малостадийный синтез на основе доступных соединений;
- разработан технологичный электрохимический метод получения тиурама–известного фунгицида и вулканизатора для получения каучуков. Разработанный метод позволяет избежать образования значительного количества отходов и представляется перспективным с экологической точки зрения.

## Преподавание, оргработа
Директор ВХК РАН, член общественно-экспертного Совета национального проекта «Новые материалы и химия», член научного совета РАН по проблемам защиты и развития конкуренции, член Экспертной комиссии по присуждению золотой медали за выдающиеся достижения в области пропаганды научных знаний и премии РАН за лучшие работы по популяризации науки, член Экспертного совета Российского научного фонда, член редакционной коллегии журнала «Прикладная химия», заместитель главного редактора журнала «Известия Академии наук. Серия химическая», профессор кафедры химии и технологии органического синтеза РХТУ им. Д.И. Менделеева, под его руководством защищено 20 кандидатских диссертаций.